# Chrysina confusa
Chrysina confusa är en skalbaggsart som beskrevs av Ohaus 1913. Chrysina confusa ingår i släktet Chrysina och familjen Rutelidae. Inga underarter finns listade i Catalogue of Life.